# Burn Up the Night
Burn Up the Night è il quarto album in studio del gruppo musicale heavy metal indiano Kryptos, pubblicato nel 2016 dall'etichetta discografica AFM Records.
| Recensione        | Giudizio |
| ----------------- | -------- |
| Rock Hard tedesco | [ 2 ]    |

## Il disco
Il disco è uscito ad un paio di mesi di distanza dal singolo Full Throttle che era disponibile unicamente per il download digitale. Lo stesso brano, per il quale è stato anche realizzato un video, è presente come seconda traccia dell'album.

Le sonorità presenti in questo lavoro non si discostano di molto da quelle delle precedenti uscite, ma denotano un suono più pulito e un approccio più diretto. La musica si sviluppa su stilemi dell'heavy metal tradizionale, con ritmiche e soluzioni stilistiche tipiche del thrash. La struttura delle canzoni prende spunto da quella proposta negli anni ottanta da band celebri quali Judas Priest, Iron Maiden, Thin Lizzy e Def Leppard. Le composizioni contengono spesso assoli armoniosi ed alcuni momenti melodici, ma i ritmi sono per lo più serrati e l'impatto sonoro è aggressivo, in parte per il lavoro svolto dai due chitarristi, che non lesinano riff di matrice speed metal, e in parte per la voce ruvida e semi-gutturale del cantante.
La copertina del CD raffigura un pugno di ferro che stringe dei fulmini all'interno di un cerchio rosso e nero, al di sotto del quale vi è il titolo scritto con un font gotico: un omaggio chiaro agli album metal usciti negli anni ottanta.

L'album è dedicato alla memoria di Lemmy Kilmister, Phil Taylor e Jeff Hanneman.

## Tracce
Testi di Ganesh K. eccetto dove indicato, musiche di Chaturvedi, Nolan.
1. Blackstar Horizon – 4:22 (testo: Nolan)
2. Full Throttle – 3:52
3. The Summoning – 5:24 (testo: Nolan, Ganesh K.)
4. Unto Elysium – 5:53
5. One Shot to Kill – 4:50
6. Waverider – 4:50 (testo: Nolan)
7. Prepare to Strike – 5:52
8. Burn Up the Night – 5:17

### Attuale
- Nolan Lewis – voce, chitarra
- Rohit Chaturvedi – chitarra
- Ganesh Krishnaswamy – basso
- Anthony Hoover – batteria